# Szkoła Podstawowa Sportowa nr 6 im. Jana Pawła II w Braniewie
Szkoła Podstawowa Sportowa nr 6 im. Jana Pawła II z Oddziałami Przedszkolnymi – szkoła podstawowa w Braniewie utworzona w 1997 na bazie połączenia dwóch dotychczas istniejących szkół: Szkoły Podstawowej nr 1 i Szkoły Podstawowej nr 2, mieszczących się w tym samym kompleksie szkolnym. Budynek szkoły znajduje się u zbiegu ulic Armii Krajowej i Konarskiego. Patronem szkoły od 2006 roku jest papież Jan Paweł II.

## Powstanie i historia szkoły

### Publiczna Szkoła Podstawowa (1945–1952)
1 września 1945 Wojciech Kwiatkowski otworzył w Braniewie pierwszą po zakończeniu II wojny światowej szkołę podstawową, w pierwszym okresie o nazwie Publiczna Szkoła Podstawowa. Była to pierwsza szkoła uruchomiona po zakończeniu wojny w tym mieście i równocześnie pierwsza polska szkoła w wielusetletniej historii miasta. W dniu 1 września rozpoczęło w niej naukę zaledwie 7 uczniów, w grudniu tego roku uczniów w szkole było już 47, w tym w klasie pierwszej – 13, drugiej – 8, trzeciej – 9, czwartej – 9, piątej – 5, szóstej – 2, siódmej klasy nie było. W szkole brakowało wszystkiego – nie było książek, zeszytów, programów nauczaniu, o innych pomocach szkolnych nie mówiąc. Niemniej jednak utworzenie w kompletnie zrujnowanym wojną Braniewie szkoły podstawowej i w 1947 liceum zatrzymało w miejscowości na stałe polskich osadników i „awansowało Braniewo na miasto”.
Wraz z Wojciechem Kwiatkowskim pracę w szkole od września 1945 rozpoczęła pierwsza nauczycielka – Zuzanna Cieszkowska, posiadająca również kwalifikacje nauczycielskie. Następnie od stycznia 1946 rozpoczęła pracę Maria Paterek i od marca Jadwiga Stasiunowa. Po repatriacjach ludności z Kresów do Braniewa w roku 1946 skokowo zaczęła rosnąć w szkole liczba zarówno uczniów, jak i nauczycieli. W październiku 1946 w szkole pracowało już siedmiu nauczycieli i uczyło się 304 uczniów. W kolejnym roku, 1947, pracowało w szkole już dwunastu nauczycieli i było 524 uczniów. W 1950 uczniów było 780 i pracowało 17 nauczycieli.
Naukę rozpoczęto w 1945 roku, tj. w pierwszym roku szkolnym, w przedwojennym budynku szkoły rolniczej, który najmniej ucierpiał ze wszystkich szkół w mieście. Jednak ten niezaduży obiekt posiadał zaledwie kilka klas szkolnych, gdyż przeznaczony był do kształcenia dwuletniego, a oddziałów szkoły podstawowej miało powstać siedem, bo tyle klas liczyła wówczas szkoła podstawowa (aż do roku 1965). Zatem istniała pilna potrzeba zaadaptowania na szkołę znacznie większego obiektu. Naturalnym wyborem był dużo większy gmach przedwojennej szkoły Doppelschule, położony u zbiegu współczesnej ul. Armii Krajowej i Konarskiego.
Jednakże ten kompleks szkolny znajdował się po wojnie zniszczony w ok. 40 proc. (suma działań wojennych i powojennej dewastacji). Dźwigające się z gruzów miasto nie miało pieniędzy na odremontowanie chociażby jednego skrzydła, nie mówiąc o odbudowie całego, pięknego i okazałego przed wojną gmachu szkoły. Dopiero w 1947 roku pozyskano 3 mln zł kredytu na pilną odbudowę tego gmachu szkoły. Powiatowe Biuro Odbudowy rozpoczęło wówczas remont generalny jednego, najmniej zniszczonego skrzydła – „bloku nr 1”, jak je wówczas określono. Następnie szkoła była stopniowo przenoszona do tej nowej lokalizacji. W grudniu 1947 w nowym gmachu wyremontowane i użytkowane były już 4 sale lekcyjne, a 4 następne będące na ukończeniu planowano oddać 15 stycznia 1948 roku.
22 lutego 1952 gazeta Życie Olsztyńskie donosiła, iż w szkole funkcjonuje satyryczna gazetka ścienna „Krytyka i samokrytyka”, chór dziewczęcy liczący 100 uczennic, zespół taneczny, a nadto tworzony jest doświadczalny ogródek miczurinowski (uprawa, bazująca na dorobku radzieckiego sadownika Iwana Miczurina w zakresie hodowli roślin odpornych na niekorzystne warunki klimatyczne, szczególnie na mróz).

### Rozdział na SP nr 1 i SP nr 2 (1952–1997)
Znaczący w historii szkoły był rok 1952. Wówczas wyremontowane zostało i oddane do użytku drugie skrzydło kompleksu szkolnego. Postanowiono wówczas jednak, aby w nim otworzyć odrębną placówkę szkolną. Wtedy też dopiero szkoły otrzymały numerację: nr 1 i nr 2, jako że do tej pory istniała tylko jedna szkoła podstawowa w Braniewie. Wówczas część nauczycieli przeszła do nowej szkoły, przy okazji zabrano też do niej sporo z wyposażenia szkolnego, m.in. całe wyposażenie gabinetu fizyczno-chemicznego.
Szkoła Podstawowa nr 2 została otwarta 1 września 1952 roku, jej organizatorem i pierwszym dyrektorem był Jarosław Zabłocki. W szkole rozpoczęło naukę 503 uczniów, w roku 1960 ta liczba wzrosła już do 1265. Dla potrzeb nauczania trzeba było zaadaptować strych i piwnicę. Od 1 stycznia 1952 w korytarzu – łączniku pomiędzy SP nr 1 oraz SP nr 2 – otworzona została biblioteka pedagogiczna (filia WBP w Olsztynie), jej pierwszą dyrektorką została nauczycielka Maria Strużyńska. Biblioteka ta w późniejszych latach została przeniesiona do Zespołu Szkół Zawodowych na ul. Gdańską. W 1958 w SP nr 2 oddano do użytku małą salę gimnastyczną, a w 1960 świetlicę. W 1959, gdy wskaźnik zmianowości przekraczał już 1,8 na izbę lekcyjną w SP nr 1 i SP nr 2 łącznie, ówczesny inspektor szkolny w Braniewie, Apolinary Skrodzki, podjął starania o budowę kolejnej szkoły podstawowej (otwartej w 1965). W 1963 vis-à-vis szkoły, po drugiej stronie ulicy Zwycięzców, powstało boisko międzyszkolne. W 1965 w Szkole Podstawowej nr 2 powstała klasa specjalna przeznaczona dla dzieci upośledzonych umysłowo w stopniu lekkim, na bazie której później utworzono Specjalny Ośrodek Szkolno-Wychowawczy, mieszczący się współcześnie w kompleksie szkolnym przy ul. Moniuszki. Pod koniec lat 60. w pomieszczeniach SP nr 2 rozpoczęła naukę Zasadnicza Szkoła Rolnicza, była ona zalążkiem przyszłego Zespołu Szkół Rolniczych przy ul. Szkolnej.
W 1966 Szkoła Podstawowa nr 1 otrzymała imię Wojciecha Kwiatkowskiego, w 1975 „Dwójka” zaś otrzymała imię Franciszka Skowrońskiego (działacza PPR z terenu Braniewa), w 1990 SP nr 2 przemianowano na szkołę im. Marii Zientary Malewskiej i ufundowano nowy sztandar. 
W 1995 podczas jubileuszu 50-lecia „Jedynki” szkoła szczyciła się między innymi posiadaniem: 3 gabinetów lekarskich (2 stomatologiczne i 1 ogólnolekarski), 2 wyposażonych sal dla dzieci w wieku przedszkolnym, tzw. małą salą gimnastyczną i niewykończoną jeszcze dużą salą sportową.
Każda ze szkół posiadała swoje tradycje i swoje sukcesy. „Jedynka” chlubiła się wysokim poziomem nauczania, jej absolwenci mieli bardzo dobrą zdawalność do szkół średnich. „ Dwójka” szczyciła się tradycjami sportowymi i licznymi osiągnięciami na tym polu.
Ten podział dychotomiczny w latach 1952–1997 kompleksu szkolnego pozostawał odbiciem jej przedwojennego układu funkcjonalnego – Szkoła Podstawowa nr 1 zajmowała skrzydło przedwojennej ewangelickiej szkoły powszechnej, a Szkoła Podstawowa nr 2 katolickiej szkoły dla dziewcząt.

### Szkoła Podstawowa nr 6 (od 1997)
Istnienie w okresie powojennym przez 45 lat dwóch szkół tego samego typu w jednym kompleksie było dziwnym tworem i pozostawało nieuzasadnione zarówno pod względem dydaktycznym, jak również ekonomicznym. Jednak do końca 1995 szkoły były zarządzane przez Kuratorium Oświaty i samorząd miał niewielki wpływ na funkcjonowanie szkół podstawowych. Od 1996 utrzymanie szkół przeszło jednak do kompetencji samorządów. Gdy samorząd musiał dokładać do funkcjonowania szkoły, postawiono pytanie na temat sensu działania równolegle dwóch szkół i osobnych kadr dydaktycznych obu placówek w jednym obiekcie. Dodatkowe komplikacje powodowały rozliczenia i nakłady wynikające ze wspólnego użytkowania niektórych pomieszczeń. Łączne oszczędności tego zabiegu wyliczono na 150 tys. PLN.
Z tych powodów Rada Miasta przystąpiła w sierpniu 1996 roku do działań mających na celu połączenie Szkoły Podstawowej nr 1 i Szkoły Podstawowej nr 2 w jedną placówkę szkolną. Ze względu na opór części rodziców, obawiających się większych liczebnie klas, a zwłaszcza opór nauczycieli wobec tych działań, sprawa trafiła do Wojewódzkiego Rzecznika Praw Dziecka, który pozytywnie zaopiniował projekt. Ostatecznie decyzja ta została podjęta na sesji Rady Miejskiej w Braniewie w kwietniu 1997, stosunkiem głosów 13:8. Ponieważ trudno było zdecydować, którą placówkę należy zlikwidować, jako że obie miały już swoje ugruntowane tradycje, postanowiono, że najlepszym wyjściem będzie na bazie dotychczasowych SP nr 1 i SP nr 2 utworzenie Szkoły Podstawowej nr 6, gdyż był to pierwszy wolny numer szkoły podstawowej w mieście. Od 1 września 1997 placówka rozpoczęła pracę już jako Szkoła Podstawowa nr 6. W październiku 2002 na dziedzińcu szkoły odsłonięto wielki kamień z mosiężną cyfrą „6”.
Współcześnie szkoła posiada: sale dydaktyczne, pracownie informatyczne, dwie biblioteki z czytelniami oraz informacyjnym centrum multimedialnym, dwie sale gimnastyczne wraz z zapleczem, dwie świetlice, boisko sportowe, dwie aule, gabinet profilaktyki zdrowotnej.

### Gimnazjum nr 1 (1999–2019)
Reforma systemu oświaty w Polsce w 1999 roku doprowadziła do zmiany modelu szkolnictwa z dwustopniowego na trójstopniowy. W konsekwencji nauka w szkole podstawowej została skrócona z 8 do 6 lat, a dalsze kształcenie przejmowały szkoły gimnazjalne. Radni miasta Braniewa na posiedzeniu w dniu 24 lutego 1999 podjęli decyzję o utworzeniu dwóch gimnazjów w Braniewie. Gimnazjum nr 1 zdecydowano się umieścić w obiektach Szkoły Podstawowej nr 6, Gimnazjum nr 2 przy Szkole Podstawowej nr 5. Nauka w nich ruszyła z dniem 1 września 1999 roku. Dyrektorem Gimnazjum nr 1 został mianowany był Marek Czapliński, wcześniej dyrektor Szkoły Podstawowej nr 6, który pełnił tę funkcję przez cały okres jego funkcjonowania. Gimnazja zostały zlikwidowane w Polsce po 20 latach, również Gimnazjum nr 1 w Braniewie zakończyło działalność z dniem 31 sierpnia 1999 roku.

### Szkolne boisko sportowe
W tak szybko rozrastającym się kompleksie szkolnym dotkliwy był brak infrastruktury sportowej. Dopiero 12 października 1963 zostało oddane do użytku tzw. międzyszkolne boisko sportowe, to jest przeznaczone zarówno dla uczniów SP 1, jak i SP 2. Wybudowano je po drugiej stronie ulicy Zwycięzców. Choć nie było to profesjonalnie wykonane boisko, a na bieżni dawało się wyczuć kawałki cegieł, służyło uczniom i mieszkańcom przez wiele lat, do kompleksowej jego przebudowy w latach 2021–2022. W ramach przebudowy tego obiektu sportowego wykonano wówczas następujące elementy i urządzenia:
- bieżnia okólna o obwodzie 200 m z odcinkiem prostym o długości 120 m,
- bieżnia o nawierzchni poliuretanowej, na podbudowie elastycznej i podłożu z kruszywa,
- boisko do piłki nożnej o nawierzchni typu „sztuczna trawa” z wypełnieniem granulatem gumowym,
- boisko wielofunkcyjne do gry w koszykówkę, siatkówkę, tenisa ziemnego i piłkę ręczną,
- skocznia w dal z rozbiegiem o nawierzchni poliuretanowej i długości 40 m,
- rzutnia kulą z betonowym kołem do rzutu,
- tor dla rolkarzy o nawierzchni z kolorowego betonu asfaltowego o długości 381,5 m,
- plac zabaw dla dzieci w różnych grupach wiekowych,
- fitpark – siłownia zewnętrzna składająca się z 9 podwójnych urządzeń do ćwiczeń i rekreacji,
- oświetlenie całego kompleksu.

Całkowity koszt kompleksowej przebudowy boiska wyniósł ponad 3,5 mln złotych. Uroczyste ponowne otwarcie boiska miało miejsce 6 czerwca 2022 roku. W licznym gronie zaproszonych gości była również ongiś tu szkolna biegaczka, później mistrzyni Europy w biegu maratońskim – Aleksandra Lisowska.

### Budowa sali gimnastycznej
Do 1997 szkoła dysponowała tylko jedną niewielką salką do zajęć wf. Budowę sali gimnastycznej rozpoczęto już w roku 1987 dzięki wsparciu finansowemu budżetu państwa i urzędu miasta, a także braniewskich zakładów pracy i składek rodziców. Najtrudniejsze były w tym względzie pierwsze lata kryzysu gospodarczego początku lat dziewięćdziesiątych. 1 czerwca 1991 z powodu braku finansowania budowa została wstrzymana. Dokończenie inwestycji odwlekało się w czasie. Dopiero po przejęciu szkół przez władze samorządowe udało się doprowadzić budowę do końca. W końcu 10 listopada 1997 roku oddano do użytku nową salę gimnastyczną, po ponad 10 latach od rozpoczęcia jej budowy.

### Nadanie szkole imienia Jana Pawła II
Idea nadania szkole imienia na cześć papieża Polaka narodziła się w roku 2005, tj. w roku jego śmierci. Inicjatorkami były dwie nauczycielki nauczania zintegrowanego Maria Krasiel i Marzena Skowrońska. Do wniosku pozytywnie przychylił się abp Edmund Piszcz. W ramach przygotowań do tego święta wydano m.in. tomiki wierszy napisane przez uczniów szkoły o Janie Pawle II, zaprojektowano i wykonano kalendarze ścienne, gazetki i prezentacje multimedialne. Uroczystość nadania imienia miała miejsce 16 października 2006, w rocznicę wyboru Polaka Karola Wojtyły na papieża. Po uroczystości w kościele św. Antoniego nastąpiło odsłonięcie w szkole tablicy z wizerunkiem patrona.

### Siedziba Hufca ZHP
Po przemianach ustrojowych roku '89 Hufiec w Braniewie utracił również swoją wieloletnią siedzibę – średniowieczną Basztę Harcerską, którą przejął klasztor sióstr katarzynek. 9 sierpnia 1996 roku Zarząd Miasta Braniewa podjął decyzję o ostatecznym przekazaniu baszty. Aby zapewnić braniewskim harcerzom jakiekolwiek lokum, na posiedzeniu Zarządu Miasta w dniu 4 września 1996 władze miejskie na nową siedzibę hufca przeznaczyły pomieszczenia w suterenie po zlikwidowanej kuchni i stołówce Szkoły Podstawowej nr 1 przy ul. Armii Krajowej. Na remont i adaptację nowego lokum, mimo trudnej sytuacji finansowej, przeznaczono wówczas z kasy miejskiej 15 tys. złotych.

### Architektura kompleksu szkolnego

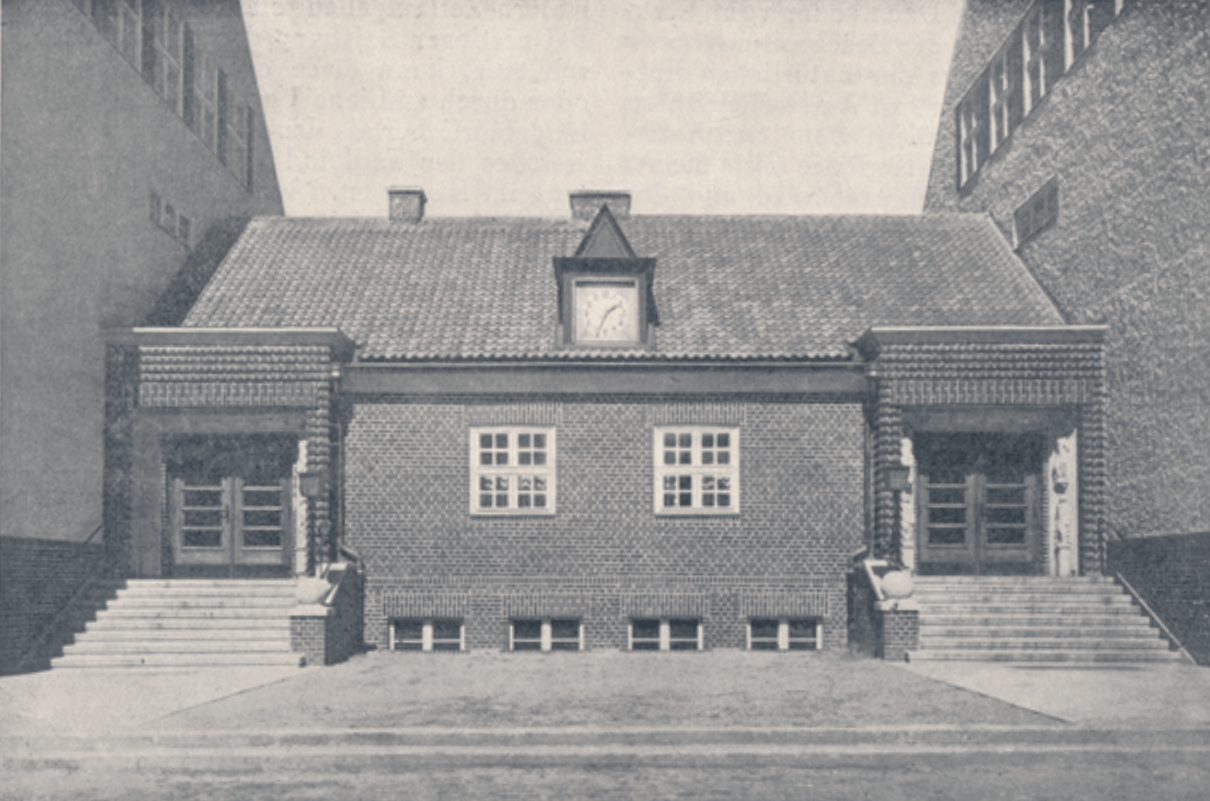
Przedwojenna Doppelschule

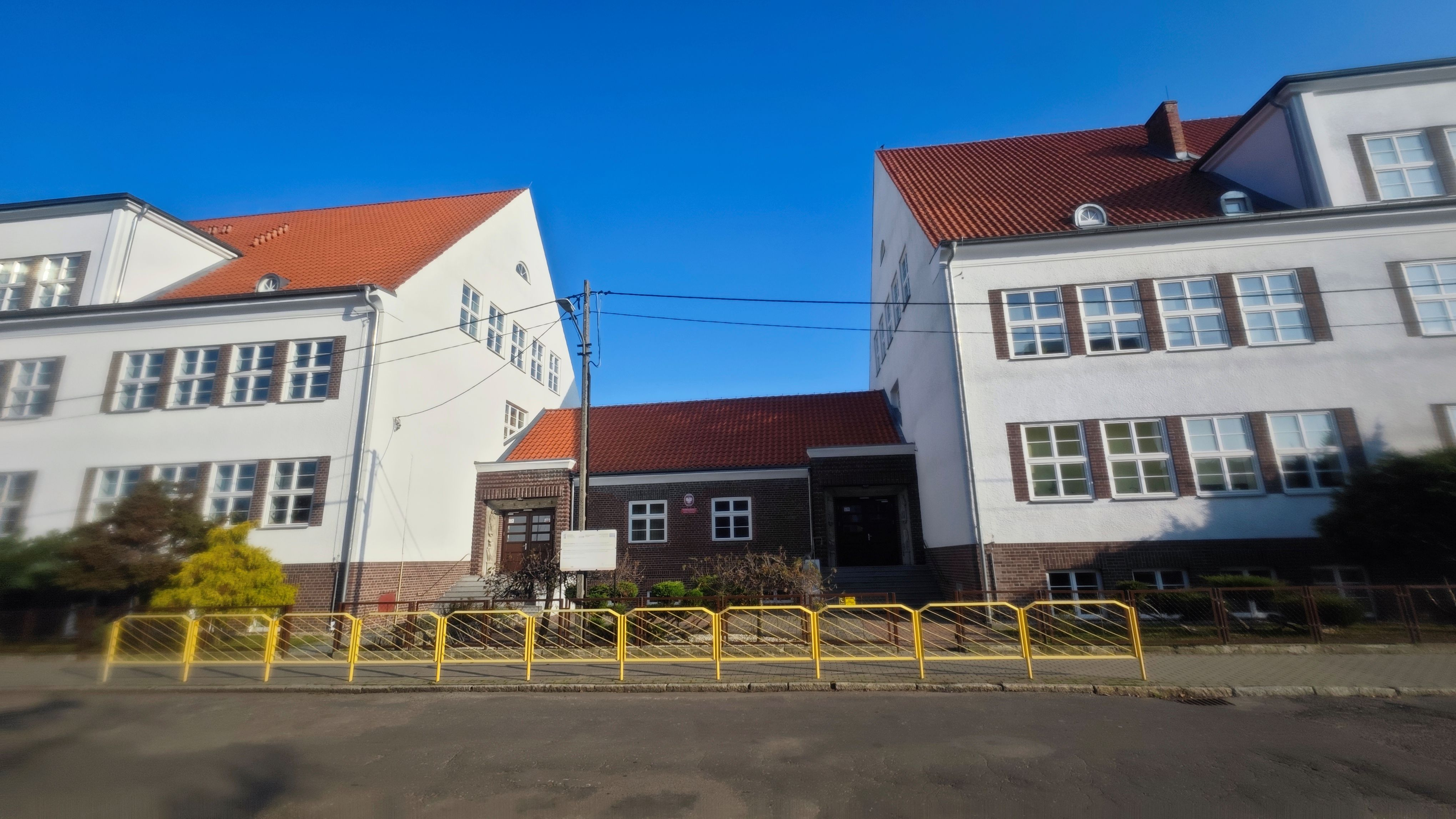
Jako SP1 i SP2 (do 1997)

Kompleks szkolny przy ul. Armii Krajowej i Konarskiego został wzniesiony w latach 1926/1927, w okresie szkolnego boomu budowlanego w Prusach. Stanowi on charakterystyczny dla tamtego okresu przykład budownictwa użyteczności publicznej. Zespół szkolny reprezentuje elementy wczesnego modernizmu w formach modyfikowanego Heimatstilu.
Autorem projektu był architekt z Królewca Kurt Frick, jeden z najbardziej uznanych architektów działających na terenie Prus Wschodnich. Był on w Braniewie również twórcą innych projektów, m.in. 30-metrowej modernistycznej wieża ciśnień. Kompleks szkolny został wybudowany jako katolicka i ewangelicka szkoła podstawowa, stąd szkoła nazywana była Doppelschule, czyli szkoła podwójna. Główne wejście do szkoły było również podwójne, znajdowało się od współczesnej ulicy Konarskiego. Budynki szkolne, za wyjątkiem łącznika, zostały pokryte jasnym tynkiem o grubej fakturze, na łączniku kompleksu szkolnego zachowano zaś ceglaną elewację. W łączniku charakterystycznie prezentują się dwa frontowe portale wejściowe, które zostały ozdobione rzeźbami przedstawiającymi postacie z niemieckich baśni. Od strony dziedzińca w bryle budynku odznacza się klatka schodowa o ekspresjonistycznej tektonice. Ozdabia ją ceglany ryzalit, wyróżniając na tle otynkowanych elewacji głównego korpusu budynku.
W latach 2020/2021 kompleks szkolny został poddany termomodernizacji, wykonanej pod nadzorem Warmińsko-Mazurskiego Wojewódzkiego Konserwatora Zabytków.

## Absolwenci
- Marcin Jakubowski – polski scenograf, grafik komputerowy i ilustrator, współtwórca filmu animowanego Klaus nagrodzonego m.in. siedmioma nagrodami Annie
- Radosław Potrac – nauczyciel, społecznik, animator aktywności lokalnych, redaktor artykułów historycznych, w 2023 uhonorowany tytułem Nauczyciel Roku
- Aleksandra Lisowska – lekkoatletka, specjalizująca się w biegach długich, mistrzyni Europy w biegu maratońskim z Monachium 2022